# Sackenried
Sackenried ist ein Ortsteil der Stadt Bad Kötzting und eine Gemarkung im Oberpfälzer Landkreis Cham,
im Bayerischen Wald gelegen.

## Lage
Das Kirchdorf liegt auf einer Waldlichtung, gut 3 km südlich von Bad Kötzting. Auf der Gemarkung liegen Sackenried, Buchberg bei Wettzell und Ried am See.

## Geschichte
Die selbständige Gemeinde im niederbayerischen Landkreis Viechtach bestand aus den Ortsteilen Sackenried, Buchberg, Hainzlhof, Höllnstein und Ried. Im Jahr 1946 wurde sie in die Gemeinde Wettzell eingegliedert. Diese wurde 1978 im Zuge der Gemeindegebietsreform aufgelöst, Sackenried kam zu Bad Kötzting.
Sehenswert ist die Katholische Wallfahrtskirche, siehe Liste der Baudenkmäler in Sackenried.